# Cantón de San Quintín-Sur
El cantón de San Quintín-Sur era una división administrativa francesa, que estaba situada en el departamento de Aisne y la región de Picardía.

## Composición
El cantón estaba formado por cinco comunas más una fracción de la comuna que le daba su nombre:
- Gauchy
- Harly
- Homblières
- Mesnil-Saint-Laurent
- Neuville-Saint-Amand
- San Quintín (fracción)

## Supresión del cantón de San Quintín-Sur
En aplicación del Decreto n.º 2014-202, de 21 de febrero de 2014, el cantón de San Quintín-Sur fue suprimido el 22 de marzo de 2015 y sus 6 comunas pasaron a formar parte del nuevo cantón de San Quintín-3, excepto la fracción comunal que fue modificada.